# لاخارچانا
لاخارچانا (روسی: Лахарчана) یک رودخانه در استان یاقوتستان کشور روسیه است.